# .to
.to는 통가의 국가 코드 최상위 도메인이다. 대한민국의 '긴 URL 주소를 짧게 줄여주는 사이트' 중 하나인 우뜨넷과 우뜨넷에 의해 URL 주소가 줄어든 사이트들이 이 도메인을 사용한다.